# Ramotshere Moiloa
Ramotshere Moiloa es un municipio local sudafricano situado en el distrito de Ngaka Modiri Molema, en la provincia de Noroeste.

## Superficie
Ramotshere Moiloa tiene una superficie de 7323 km².

## Demografía
En 2022, tenía 161 605 habitantes, una densidad poblacional de 22,07 hab./km², y 47 597 viviendas.